# Želivského
Želivského – stacja linii A metra praskiego (odcinek II.A), położona na pograniczu dzielnic: Vinohrady i Žižkov, w rejonie skrzyżowania Vinohradská – Izraelska – Želivského. Nazwa upamiętnia przywódcę husyckiego Jana Żeliwskiego.
W latach 1980–1987, do czasu otwarcia dla ruchu pasażerskiego odcinka SH (III.A), pełniła funkcję stacji końcowej.